# 日本獣医生命科学大学
日本獣医生命科学大学（にほんじゅういせいめいかがくだいがく、英語: Nippon Veterinary and Life Science University）は、日本の私立大学。
東京都武蔵野市に本部を置き、学校法人日本医科大学によって運営されている。略称は日獣（にちじゅう）。

## 概観
日本医科大学武蔵境キャンパスと施設を共用している。
教育理念として「愛と科学の心を有する質の高い獣医師と専門職及び研究者の育成」を、学是として「敬譲相和」という言葉を掲げ、意味は「謙譲と協調、慈愛と 人倫を育む科学の創生を説いた箴言である」と解説している。

## 沿革
- 1881年（明治14年）9月 - 東京府東京市小石川区（現・東京都文京区）に獣医学校として開校。
- 1892年（明治25年）11月 - 牛込区（現・新宿区）市ヶ谷に移転し、特別認可私立東京獣医学校へ改称。
- 1911年（明治44年）3月 - 荏原郡目黒村（現・目黒区）に校舎を新築移転し、日本獣医学校へ改称。
- 1937年（昭和12年）3月 - 北多摩郡武蔵野町（現・武蔵野市）の現校地に移転し、校舎を整備。
- 1938年（昭和13年）4月 - 専門学校令により日本高等獣医学校となる。
- 1944年（昭和19年）4月 - 日本獣医畜産専門学校へ改称。
- 1949年（昭和24年）2月 - 学制改革により日本獣医畜産大学の設立を認可、獣医学科および畜産学科を開設。
- 1952年（昭和27年）4月 - 日本医科大学に運営を移管。
- 1962年（昭和37年）3月 - 大学院獣医学研究科（修士・博士課程）を設置。
- 1967年（昭和42年）4月 - 畜産食品工学科を開設。
- 1968年（昭和43年）4月 - 畜産学科のカリキュラムを大改正し、経営畜産学科として再開。
- 1984年（昭和59年）4月 - 学校教育法第55条の一部改正により、獣医学科6年一貫教育を施行。
- 1990年（平成2年）4月 - 大学院獣医学研究科修士課程を廃止し、博士課程（4年制）を開設。
- 2000年（平成12年）4月 - 畜産食品工学科を食品科学科へ改称。
- 2001年（平成13年）4月 - 畜産学科を動物科学科へ改称。
- 2003年（平成14年）4月 - 獣医畜産学部を獣医学部と応用生命科学部に改組、動物保健学別科（2年制）を開設。
- 2005年（平成17年）4月 - 獣医学部獣医保健看護学科を開設、動物保健学別科を廃止、応用生命科学専攻修士課程（2年制）を開設。
- 2006年（平成18年）4月 - 日本獣医生命科学大学へ改称。
- 2008年（平成20年）4月 - 大学院獣医生命科学研究科応用生命科学専攻に新たに博士課程を設置、同専攻は博士前期課程（2年制）と博士後期課程（3年制）に変更。
- 2009年（平成21年）4月	- 大学院獣医生命科学研究科に新たに獣医保健看護学専攻修士課程を設置。
- 2011年（平成23年）4月	- 大学院獣医保健看護学専攻を博士前期課程（2年制）と博士後期課程（3年制）に変更。
- 2012年（平成24年）4月 - 獣医学部獣医保健看護学科及び応用生命科学部動物科学科の定員を各100名に増員。

## 教育および研究

### 組織

#### 学部・学科
- 獣医学部
  - 獣医学科
  - 獣医保健看護学科
- 応用生命科学部
  - 動物科学科
  - 食品科学科

#### 大学院
- 獣医生命科学研究科
  - 獣医学専攻（博士課程）
  - 獣医保健看護学専攻（博士前期・後期課程）
  - 応用生命科学専攻（博士前期・後期課程）

#### 大学機関・施設
以下の付属機関・施設を有する。
- 動物医療センター
- 富士アニマルファーム（山梨県富士河口湖町にある牧場）
- 富士セミナーハウス、牧心セミナーハウス（富士河口湖町）
- 野生動物教育研究機構
- 生命科学共同研究施設
- 付属図書館
- 付属ワイルドライフ・ミュージアム（動物の剥製や骨格標本などを所蔵）

## 校舎
第一校舎にある1号館（本館）の木造2階建の建物は、1909年（明治42年）に竣工した旧東京市麻布区役所庁舎を大学が買い取り、ウィリアム・メレル・ヴォーリズの計画・指導により移築されたものである。

## 対外関係
- 武蔵野地域自由大学 - 武蔵野市との協定締結
  - 亜細亜大学
  - 成蹊大学
  - 東京女子大学
  - 武蔵野大学

## 出身者
- 野崎國勝（政治家、阿波市長、元徳島県農林水産部次長）
- 伊藤圭祐（農芸化学者、静岡県立大学食品栄養科学部准教授）
- 梅野信吉（獣医学者、元北里研究所部長）
- 坂崎利一（細菌学者、元国立予防衛生研究所細菌第一部第一室長）
- 堀正敏（獣医学者、東京大学教授、全国大学獣医学関係代表者協議会会長、日本学術会議会員）